# Kogelbergia
Kogelbergia, mali biljni rod iz porodice Stilbaceae smješten u tribus Stilbeae. Sastoji se od dvije vrste južnoafričkih endema iz provincije Western Cape

## Opis
Opisan je u Bothalia 30(1): 12. 2000.
To je rod od dvije vrste polugrmova ili grmova koji endemski rastu u provinciji Western Cape. Kogelbergia phylicoides je rijetka vrsta, javlja se u malim subpopulacijama na 499 km², ali nije ugrožen.

## Vrste
1. Kogelbergia phylicoides (A.DC.) Rourke
2. Kogelbergia verticillata (Eckl. & Zeyh.) Rourke